# 鄂姓
鄂姓為中文姓氏之一，在《百家姓》中排名第272位。

## 漢族

### 郡望
- 武昌郡：

### 堂号
- 安平堂：汉代时沛人鄂千秋，从汉高祖定诸侯有功。在汉高祖大封功臣的时候，一时位次不好决定。鄂千秋说： 萧何是万世功，应居第一。 这意见很称刘邦心意，因此封鄂千秋为安平侯。
- 进贤堂

## 满族
满族姓氏西林觉罗所冠汉字之一  鄂 ào。西林觉罗满族大姓，多分布在镶蓝旗，小部分正蓝旗。

## 延伸阅读
[在维基数据编辑]
 《百家姓》
 《欽定古今圖書集成·明倫彙編·氏族典·鄂姓部》，出自陈梦雷《古今圖書集成》